# Мунява
45°11′ пн. ш. 15°17′ сх. д. / 45.18° пн. ш. 15.28° сх. д.
Мунява (хорв. Munjava) — населений пункт у Хорватії, у Карловацькій жупанії у складі громади Йосипдол.

## Населення
Населення за даними перепису 2011 року становило 237 осіб.
Динаміка чисельності населення поселення:

## Постаті
- Стефан Боца (1916—2003) — єпископ Сербської православної церкви.